# Ахмад (Шах-Армен)
Ахмад I (*д/н — 1128) — 3-й бей Держави Шах-Арменідів з 1127 по 1128 рік. У деяких джерелах позначений як Якуб, можливо, мав декілька імен.

## Життєпис
Походив з династії Сокменли. Син Сокмана I, бея Шах-Арменідів. Про життя й діяльність відомо замало. За правління брата Ібрагіма не підпускався до державних справ Інанч-хатун (матір'ю бея). Після смерті останнього наприкінці 1126 або на початку 1127 року стає новим володарем держави Втім, у 1128 році помирає від хвороби (можливо, його було отруєно). Владу успадкував небіж Сокман II Насір ад-Дін.